# 1. deild 2021
La 1. deild 2021 fue la 79.ª temporada de fútbol de segundo nivel de las Islas Feroe, y la 45.ª en el formato actual. La temporada comenzó el 5 de marzo de 2021 y finalizó el 7 de noviembre del mismo año.

## Equipos
| Club             | Ciudad    | Estadio        | Capacidad | Última temporada    |
| ---------------- | --------- | -------------- | --------- | ------------------- |
| Argja Bóltfelag  | Argir     | Inni í Vika    | 2000      | 9º (Betri deildin)  |
| B36 Tórshavn II  | Tórshavn  | Gundadalur     | 5000      | 6º                  |
| B71 Sandoy       | Sandur    | Inni í Dal     | 2000      | 8º                  |
| EB/Streymur II   | Streymnes | Við Margáir    | 2000      | 3º (2. deild)       |
| HB Tórshavn II   | Tórshavn  | Gundadalur     | 5000      | 7º                  |
| KÍ II            | Klaksvík  | Við Djúpumýrar | 2500      | 5º                  |
| NSÍ Runavík II   | Runavík   | Við Løkin      | 2000      | 3º                  |
| Skála            | Skála     | Skála Stadium  | 1500      | 10º (Betri deildin) |
| Suðuroy          | Vágur     | Á Eiðinum      | 3000      | 2º (2. deild)       |
| Víkingur Gøta II | Leirvík   | Sarpugerði     | 1600      | 1º                  |

## Tabla de posiciones
| Pos. | Equipo           | Pts. | PJ | G  | E | P  | GF | GC | Dif. | Clasificación 2021                 |
| ---- | ---------------- | ---- | -- | -- | - | -- | -- | -- | ---- | ---------------------------------- |
| 1    | Skála            | 53   | 27 | 17 | 2 | 8  | 59 | 31 | +28  | Ascenso a la Primera División 2022 |
| 2    | Víkingur Gøta II | 46   | 27 | 14 | 4 | 9  | 68 | 42 | +26  |                                    |
| 3    | Argja Bóltfelag  | 44   | 27 | 12 | 8 | 7  | 53 | 37 | +16  | Ascenso a la Primera División 2022 |
| 4    | B71 Sandoy       | 42   | 27 | 12 | 6 | 9  | 56 | 48 | +8   |                                    |
| 5    | HB Tórshavn II   | 41   | 27 | 13 | 2 | 12 | 52 | 55 | −3   |                                    |
| 6    | NSÍ Runavík II   | 40   | 27 | 12 | 4 | 11 | 57 | 60 | −3   |                                    |
| 7    | KÍ II            | 33   | 27 | 9  | 6 | 12 | 43 | 47 | −4   |                                    |
| 8    | B36 Tórshavn II  | 30   | 27 | 8  | 6 | 13 | 42 | 60 | −18  |                                    |
| 9    | FC Suðuroy       | 26   | 27 | 6  | 8 | 13 | 40 | 61 | −21  | Descenso a la 2.deild 2022         |
| 10   | EB/Streymur II   | 25   | 27 | 7  | 4 | 16 | 40 | 69 | −29  | Descenso a la 2.deild 2022         |

Actualizado a los partidos jugados el 7 de noviembre de 2021.
 Fuente: FaroeSoccer

## Goleadores
- Actualizado el 7 de noviembre de 2021

| Pos. | Jugador               | Equipo         | Goles |
| ---- | --------------------- | -------------- | ----- |
| 1    | Clayton do Nascimento | B71            | 20    |
| 2    | Símin Hansen          | AB             | 16    |
| 3    | Aksel Danielsen       | Skála II       | 13    |
| 4    | Martin Klein          | Víkingur II    | 12    |
|      | Jonas Warner          | B71            | 12    |
| 6    | Villiam Klein         | B36 II         | 11    |
|      | Jørgen Nielsen        | NSÍ II         | 11    |
|      | Jákup Hummeland       | EB/Streymur II | 11    |
|      | Salmundur Bech        | FC Suðuroy     | 11    |
|      | Rani Hansen           | Víkingur II    | 11    |